# Sex Pack
A Sex Pack a Sex Pistols együttes válogatásalbuma. Egy műanyag táskában jelent meg, hat héthüvelykes kislemezen, 40 000 példányban. A lemezen szerepel a Black Leather című dal, amelyet Paul Cook és Steve Jones rögzített a The Great Rock ’n’ Roll Swindle filmhez. A dalt később a The Runaways és a Guns N’ Roses is feldolgozta.

## Az album dalai
1. God Save the Queen
2. Pretty Vacant
3. Holidays in the Sun
4. My Way
5. Somethin' Else
6. Silly Thing
7. C'mon Everybody
8. The Great Rock 'n' Roll Swindle
9. (I'm Not Your) Stepping Stone
10. Anarchy in the U.K.
11. Black Leather
12. Here We Go Again